# Chamāzīn
Chamāzīn (persiska: چمازين) är en ort i Iran.   Den ligger i provinsen Mazandaran, i den norra delen av landet, 140 km nordost om huvudstaden Teheran. Chamāzīn ligger 8 meter över havet och antalet invånare är 758.
Terrängen runt Chamāzīn är platt, och sluttar norrut. Runt Chamāzīn är det tätbefolkat, med 286 invånare per kvadratkilometer. Närmaste större samhälle är Babol, 9,2 km nordost om Chamāzīn. Trakten runt Chamāzīn består till största delen av jordbruksmark.